# Unione Politica Nazionale
L'Unione Politica Nazionale (Εθνική Πολιτική Ένωσις, EPEN) è stato un partito politico greco di estrema destra fondato il 30 gennaio 1984 da Geōrgios Papadopoulos, ex-dittatore.
Alle elezioni europee del 1984 il partito riuscì a conquistare un seggio al parlamento europeo, con il 2,3% dei voti, con Chrýsanthos Dimitriádis. Nel 1988 fu sostituito al parlamento europeo dall'ex segretario di stato alle Finanze del regime dei colonnelli Aristídis Dimópoulos. Pur partecipando alle elezioni greche del 1985 ottenne scarsi risultati. Alle europee del 1989 ottenne l'1,16% dei voti e nessun seggio.
Attualmente i suoi eredi si ritrovano nel Raggruppamento Popolare Ortodosso e in Alba Dorata.